# Collegium medicum
Collegium medicum var en i flera länder förr använd benämning på läkarsamfund med syfte att utöva tillsyn över medicinalväsendet, i Sverige i kombination med undervisningsverksamhet.

## Sverige
Svenska Collegium medicum,  ursprungligen Collegium medicorum, var en svensk läkarorganisation som stiftades 1663 på initiativ av stockholmsläkarna Grégoire François Du Rietz (drottning Kristinas livläkare), Bernhard Below, Zakarias Wattrang och Peter Gripenflycht. Ändamålet var från början att motarbeta kvacksalvare och charlataner och för att nå detta mål tilldelades kollegiet skråmässiga privilegier den 16 maj 1663. Syftet var även att vara en undervisnings- och prövningsanstalt och genom förnyade stadgar av 1684 och 1688 erhöll samfundet namnet Collegium medicum, ålades undervisningsskyldighet i anatomi, botanik och farmaci samt erhöll rättighet och skyldighet att låta varje "doctor medicus, som ville blifva practicus i Stockholm, provincial- eller stadsläkare" genomgå en examen practicum. Undervisning i nämnda ämnen, liksom i kemi och obstetrik, bedrevs sedermera vid kollegiets skola, åtminstone tidvis, dels av kollegiets ledamöter, dels av särskilda lärare, då vissa statsanslag började tilldelas till skolan i början av 1680-talet. Den första professuren inrättades 1716 i anatomi, men denna var i huvudsak vakant och undervisningen bedrevs istället av kollegiets assessorer fram till 1756, då lön på fast stat anslogs för lärostolen. Kollegiet kom därigenom att utgöra embryot till såväl Medicinalstyrelsen, vilken 1968 uppgick i Socialstyrelsen, som Karolinska institutet.

### Collegium medicums tillkomst
I Sverige, liksom i de flesta övriga länder, fanns i äldre tid två slags läkare. Tidigast fanns de självlärda eller yrkesmässigt utbildade sårläkarna, fältskärerna, kirurgerna. Först långt senare tillkom de vid akademiskt utbildade läkarna (doctores medicinæ). Kung Johan III utfärdade (delvis med bekräftande av äldre privilegier) 20 juli 1571 en stadga för Bardskärareämbetet, genom vilken medlemmar av detta skrå erkändes som privilegierade fältskärer; ämbetet ålades att rekrytera fältskärer till krigsmakten. Nya privilegier utfärdades emellanåt, 1655 kallades ämbetet Barberarämbetet, 1685 Societas chirurgica (Kirurgiska societeten). Utbildningen inom yrket skedde rent hantverksmässigt på så sätt, att lärlingar under vissa år arbetade hos mästare och sedan, i likhet med andra yrken, avlade vissa prov för att själva bli mästare.
Universitetsutbildade svenska läkare förekom ej förrän på 1600-talet. Den förste professorn medicin vid Uppsala universitet utnämndes 1613, den första vid Kungliga Akademien i Åbo 1641 och vid Lunds universitet 1668. Första antydan till en medicinsk undervisningsanstalt i Stockholm kom 1642, då drottning Kristinas från Frankrike inkallade livmedikus Grégoire François Du Rietz erbjöd sig att öppna en medicinsk skola i huvudstaden. Uppsala universitets kansler lät sända sex medicine studerande från Uppsala för att delta i Du Rietz undervisning, vilken dock upphörde redan efter ett par år. År 1663 bildade Du Rietz tillsammans med tre andra läkare Collegium medicum, vilket erhöll vissa privilegier. Tanken var från början att detta kollegium även skulle bli ett medicinskt läroverk, något som bekymrade Uppsala universitet, men aldrig förverkligades. Genom sina 1663 utfärdade privilegier erhöll Collegium medicum uppsikt över såväl läkare som fältskärer, apotekare och barnmorskor, samt ålades att genom en examen pröva läkare, som ämnade utöva sin verksamhet i Stockholm. Kollegiet fick undan för undan nya privilegier och blev snart i huvudsak ett  ämbetsverk, men hade fortfarande skyldigheten att examinera läkare, vilka efter undergången prövning blev kollegiets ledamöter (membra). År 1685 ålades kollegiet att ha uppsikt över de examina, som avlades inför Kirurgiska societeten.  
Under hela 1700-talet utkämpades sedan häftiga strider mellan Collegium medicum, som representerade den vetenskapliga medicinen, och Kirurgiska societeten, som utgjordes av fältskärernas skrå och vars medlemmar från äldre tider och ända långt fram på 1700-talet egentligen räknats som hantverkare. Någon egentlig undervisning kom kollegiet aldrig att bedriva. I 1699 års medicinalordningar stadgades dock, att ett anatomihus skulle inrättas, där sektioner borde utföras av kollegiets medlemmar. Med anledning av detta hölls en och annan gång (första gången redan 1685) offentliga anatomiska demonstrationer, vilka dock föga motsvarade våra föreställningar om anatomisk undervisning. Demonstrationerna var nämligen anordnade som offentliga teatraliska föreställningar, vartill biljetter såldes åt allmänheten. Åren 1716-20 var Magnus Bromelius oavlönad professor i anatomi. Kirurgiska societeten hade med tiden insett, att det var nödvändigt att införa en mera vetenskaplig metod vid undervisningen i kirurgi, och några av societetens mera framstående ledamöter, Olof af Acrel m.fl., höll 1746-47 föreläsningar för fältskärslärlingarna över olika delar av kirurgin och ögonläkekonsten; dessa föreläsningar upphörde dock snart. Collegium medicum arbetade ivrigt på att få en avlönad professur i anatomi inrättad i Stockholm. Abraham Bäck utnämndes 1749 till oavlönad professor i anatomi, men tillträdde aldrig denna tjänst.

### Inrättandet av avlönade professurer
Det var det militära intresset som blev avgörande för att en avlönad professur i anatomi till slut inrättades. I ett kungligt brev till Collegium medicum av 10 augusti 1752 förordnades, att med anledning av klagomålen över de vid armén och flottan anställda fältskärernas okunnighet och bristande insikter skulle en pålitlig och erfaren professor i anatomi och kirurgi i Stockholm snarast tillsättas. Emellertid anslogs ej lön till professuren förrän 1756, och samma år utnämndes Roland Martin till denna befattning. Denna professur införlivades kort efter Karolinska institutets inrättande med detsamma, och om man så vill, kan man räkna den 1752 inrättade anatomiska professuren som institutets första upprinnelse. Enligt den för anatomie professorn 1768 utfärdade instruktionen skulle han hålla föreläsningar i anatomi och kirurgi, särskilt för fältskärselever; även medici, som studerade vid Serafimerlasarettet, plägade bevista föreläsningarna. År 1761 inrättades i Stockholm en ny professur, nämligen i naturalhistoria och farmaci, och till dess förste innehavare utsågs Peter Jonas Bergius. Undervisningen i dessa ämnen var avsedd dels för fältskärselever, dels för apotekselever; även medicine studerande samt "åtskilligt hederligt folk av varje stånd" (citerat enligt Bergius berättelse till Collegium medicum 1765) infann sig vid föreläsningarna i ämnet. År 1790 ändrades denna professur till en professur i medicin och farmaci, och det ålades professorn att undervisa även i medicin, särskilt i läran om febrar, farsoter och fältsjukdomar. Undervisning åt barnmorskor bedrevs sedan 1706; 1755 infördes vid Serafimerlasarettet undervisning i obstetrik för läkare; först 1761 inrättades en professur i obstetrik. Förste professorn i ämnet blev David von Schulzenheim; han ålades att meddela undervisa såväl läkare, fältskärselever som barnmorskor. Även de två sistnämnda professurerna uppgick kort efter Karolinska institutets instiftande i detsamma. De tre professurerna i anatomi, i farmaci och i obstetrik stod under överinseende av Collegium medicum. Det blev stadgat, att fältskärseleverna skulle begagna sig av undervisningen vid de tre professurerna, men på grund av fiendskapen mellan Collegium medicum och Kirurgiska societeten, vilken senare förgäves arbetat på att få till stånd en under densamma lydande lärarbefattning i anatomi, sökte societeten så mycket som möjligt undandra sina lärjungar från de under Collegium medicum stående institutionerna.
Sedan Serafimerlasarettet 1752 blivit inrättat, utfärdades 1753 ett kungligt brev, vari bestämdes, att ingen kunde bli provinsialläkare, stads- eller regementsfältskär, som ej förut åtminstone ett eller ett hälft år "varit uti lazarettet och därstädes vant sig vid medicinska och chirurgiska operationerna". Först 1802 ålades det dock lasarettets överläkare att undervisa de studerande, som följde sjukvården vid lasarettet. Den hundraåriga striden mellan Collegium medicum och Kirurgiska societeten slutade först 1797, då Kirurgiska societeten upplöstes eller, om man så vill, uppgick i Collegium medicum. Medicin och kirurgi skulle nu vara förenade, men det blev ingalunda så, eftersom medicine doktorsgraden, som avlades vid universiteten, och kirurgie magisterexamen, som avlöste mästerfältskärsexamen och som avlades inför Collegium medicum, medförde var för sig rättighet att utöva läkarverksamhet.

### Undervisningen
I kungliga reglementet av 28 oktober 1797 "för chirurgiska undervisningen och dem, som i fältskärskonsten sig vilja inöva", föreskrevs i huvudsak följande. Den yngling, som avser studera kirurgi, bör kunna läsa, skriva och räkna, äga tillbörlig kunskap i salighetsläran och försvarliga framsteg i främmande språk, i synnerhet latin, samt vara minst femton år gammal. Han skall sedan undervisas hos någon examinerad mästerfältskär under minst tre år. Efter lärotidens slut skulle läromästaren anmäla ynglingen i Collegium medicum, som förordnade examinatorer (i Stockholm eller i landsorten). Om examen godkändes förklarades ynglingen för chirurgiæ studiosus. Därefter skulle den studerande under minst fyra år förkovra sig i konsten och vetenskapen, antingen hos examinerade fältskärer eller vid akademierna; han skulle även i sex månader tjänstgöra vid Serafimerlasarettet samt "bevista anatomiska inrättningen och accouchementshuset". Efter dessa fullgjorda studier kunde han att inför Collegium medicum avlägga mästerfältskärsexamen eller kirurgie magisterexamen.
Den sistnämnda examen omfattade tre olika förhör: det första i anatomi, naturalhistoria och farmaceutisk kemi; det andra i fysiologi, diagnostik och behandling av särskilt de sjukdomar, som förekom i krig till sjöss och lands, teoretisk kirurgi och obstetrik; det tredje i alla slags operationer. Om en medicine licentiat eller medicine doktor önskade bli mästerfältskär, skulle han med intyg, att han tjänstgjort sex månader vid Serafimerlasarettet, prövas i det tredje förhöret, d.v.s. i läran om operationerna. Skillnaden mellan kirurgie magisterexamen och den tidigare fältskärsexamen, synes ha varit, att förut avlades examen inför Kirurgiska societeten under kontroll av Collegium medicum, men nu avlades den inför det senare. Man fann snart, att för mera ansvarsfulla medicinska befattningar var både medicine doktors- och kirurgie magisterexamina behövliga; och sålunda stadgades 1806, att båda examina krävdes för regementsläkarkompetens, och 1812 utfärdades samma bestämmelse angående kompetens till provinsialläkarplatser.

### Tillsynsverksamheten
Ändamålet var från början att verka för hög standard inom läkarkåren, tillvarata dess intressen och att motarbeta kvacksalvare och charlataner. Collegium medicum bidrog även till den första svenska farmakopén 1686. Collegium medicum hade dock ej ansvar för hospital, barnhus och länslasarett. Överinseendet över dessa utövades från 1773 av två serafimerriddare och från 1787 av Serafimerordensgillet.
År 1810 bildades Karolinska mediko-kirurgiska institutet, sedermera Karolinska institutet (se vidare Karolinska institutets historia), vilket kom att fortsätta den undervisningsverksamhet som bedrivits av Collegium medicum och 1813 ersattes kollegiet av det statliga ämbetsverket Sundhetskollegium, vilket 1876 även övertog Serafimerordensgillets åligganden, och 1878 erhöll namnet Medicinalstyrelsen.

### Preses i Collegium Medicum 1680-1723
- Grégoire François Du Rietz 1680-1682
- Zakarias Wattrang 1682-1687
- Anton Friderici 1688-1690
- Gustaf Lohreman 1691-1694
- Urban Hjärne 1696-1719
- Mathias Riben 1719-1723

## Andra länder

### Danmark
I Danmark inrättades ett Collegium medicum 1740,  vilket tillkom främst på grund av misstro från akademiskt håll mot den kirurgiska verksamhet, som i Köpenhamn bedrevs av Simon Crüger. Det omfattade hela medicinalväsendet och bestod av kungliga livmedici och medicine professorer. Det ersattes 1803 med Sundhedskollegiet, i sin tur 1909 ersatt av den ännu bestående Sundhedsstyrelsen.

### Finland
Efter att Finland 1809 blivit ryskt storfurstendöme instiftades där 1811 ett Collegium medicum för att utöva tillsyn över den finländska läkarkåren. Collegium medicum bestod av medicineprofessorn vid Kungliga akademin i Åbo och två andra akademiska ledamöter. Ämbetsverket delades 1827 i Överstyrelsen för medicinalverket och Kejserliga collegium medicum som 1827–1878 fick ansvaret för läkares, apotekares och provisorers examinering och legitimation. Collegium medicum hade sitt säte i anslutning till medicinska fakulteten i Åbo, efter 1828 i Helsingfors. Det leddes från 1829 av generaldirektören för Överstyrelsen för medicinalverket, med biträde av professorerna vid den medicinska fakulteten och sekreterare samt kamrer, kanslist och läkare av varierande omfattning från Överstyrelsen för medicinalverket. Sammanslogs 1878 med Överstyrelsen för medicinalverket och bildade Medicinalstyrelsen.

### Preussen
Det fanns även en sammanslutning med namnet Collegium medicum i den dåvarande preussiska staden Stettin (nuvarande Szczecin i Polen).